# Eriogonum cedrorum
Eriogonum cedrorum är en slideväxtart som beskrevs av Reveal & Raiche. Eriogonum cedrorum ingår i släktet Eriogonum och familjen slideväxter. Inga underarter finns listade i Catalogue of Life.